# 埃爾紹夫
52°0′46″N 32°47′44″E / 52.01278°N 32.79556°E
埃爾紹夫（烏克蘭語：Єршов），是烏克蘭北部的村莊，隸屬切爾尼希夫州的諾夫霍羅德-錫韋爾斯基區。該村面積0.05平方公里，海拔高度177米，2001年人口35，人口密度每平方公里700人。